# Parostedes
Parostedes is een kevergeslacht uit de familie van de boktorren (Cerambycidae). De wetenschappelijke naam van het geslacht werd voor het eerst geldig gepubliceerd in 1977 door Breuning.

## Soorten
Parostedes is monotypisch en omvat slechts de volgende soort:
- Parostedes tonkinensis Breuning, 1977